# Ciudades Antiguas de Djenné
Las Ciudades Antiguas de Djenné es un conjunto arqueológico y urbano situado en la ciudad de Djenné, en Mali. Consiste en cuatro sitios arqueológicos, a saber, Djenné-Djeno, Hambrakétolo, Kaniana y Tonomba. En 1988 fue inscrito como Patrimonio de la Humanidad por la UNESCO.

## Historia
Habitada desde 250 A.C, Djenné se convirtió en un centro comercial y un importante enlace en el comercio transahariano del oro. En los siglos XV y XVI, fue uno de los centros de propagación del Islam. Sus casas tradicionales, de las que han sobrevivido casi 2000, están construidas sobre lomas (toguere) como protección contra inundaciones estacionales.